# 75829 Alyea
75829 Alyea este un asteroid din centura principală de asteroizi.

## Descriere
75829 Alyea este un asteroid din centura principală de asteroizi. A fost descoperit pe 30 ianuarie 2000 în cadrul proiectului CSS. Asteroidul prezintă o orbită caracterizată de o semiaxă mare de 2,54 ua, o excentricitate de 0,25 și o înclinație de 2,6° în raport cu ecliptica.